# José Gonzalo Rodríguez Gacha
José Gonzalo Rodríguez Gacha, znany jako El Mexicano (ur. 14 maja 1947 w Veraguas niedaleko Pacho, zm. 15 grudnia 1989 w Tolú) – kolumbijski boss mafii narkotykowej, członek kartelu z Medellín.

## Życiorys
Pochodził z biednej, chłopskiej rodziny. Nie ukończył szkoły podstawowej. Początkowo pracował w kopalni szmaragdów, po czym porzucił tę pracę na rzecz okradania transportów z kopalni. Na początku lat 70. po tym jak właściciel kopalni wynajął oddział zbrojny, by poradzić sobie z bandytami, zginęli wszyscy towarzysze Rodrígueza, który uciekł wtedy do Bogoty. Związał się tam z jedną z grup przestępczych.
W 1976 roku  przeniósł się do Medellín, gdzie dołączył do ludzi tworzących kartel z Medellín (bracia Ochoa, Pablo Escobar, Carlos Lehder). Gacha zajmował się przemytem kokainy do Stanów Zjednoczonych. Przez jego ręce przechodziła większość transportów z Medellín, dlatego też bardzo szybko stał się jednym z najbogatszych ludzi na świecie. W 1988 roku jego zdjęcie ukazało się na jednej z okładek magazynu "Forbes".
Przydomek Meksykanin pochodził od fascynacji Meksykiem i jego kulturą, jaką Gacha przeżywał poszukując nowych dróg przemytu kokainy.
Po powtarzających się kradzieżach transportów kokainy, Gacha wraz z innymi mafiosami założył pięciotysięczną prywatną armię. Gdy okazało się, że za kradzieżami stała FARC, rozpoczęła się wojna z partyzantami. Celem była eksterminacja wszystkich związanych z ideologią FARC, komunizmem, lewicą oraz rebeliantami. Ofiarami Rodrígueza stawali się politycy oraz działacze partyjni, szczególnie w latach 80., kiedy to większość parlamentarną w Kolumbii zdobyła partia Unia Patriotyczna będąca skrzydłem FARC.

### Śmierć
Ponieważ na przełomie lat 80. i 90. walka Kartelu z Medellín z rządem przypominała otwartą wojnę, władze Kolumbii z pomocą amerykańskich służb specjalnych postanowiły pozbyć się mafiosów. Na trop kryjówki bossa mafii naprowadził policjantów jego 17-letni syn Freddie, który został objęty obserwacją. Posiadłość otoczono setkami policjantów, a od strony wybrzeża działał okręt wojenny USS America wraz z komandosami Navy SEALs. Rodríguez wraz z synem oraz kilkoma ochroniarzami, słysząc nadlatujące śmigłowce, rozpoczęli ucieczkę poprzez bananową plantację. Kule zabiły Freddiego. Gacha widząc śmierć swojego syna, przestał już walczyć i dał się zestrzelić przez agentów DEA. Tysiące osób uczestniczyło w jego pogrzebie.